# Социал-демократы (Словения)
Социал-демократы (словен. Socialni demokrati, SD) — одна из ведущих политических партий Словении.

## История
Партия была основана в 1989 году в качестве Партии демократического обновления как преемник Союза коммунистов Словении. До 2005 года называлась Объединённый список социал-демократов (словен. Združena lista socialnih demokratov, ZLSD). Возглавляет партию с 2020 года Таня Файон.

## Европарламент
По итогам выборов 2014 года, партия представлена в Европарламенте 1 депутатом. Член Прогрессивного альянса и Партии Европейских социалистов.